# ساندرا وایت-سوئینی
ساندرا وایت-سوئینی (انگلیسی: Sandra Whyte-Sweeney؛ زادهٔ ۲۴ اوت ۱۹۷۰) بازیکن هاکی روی یخ اهل ایالات متحده آمریکا بود.